# Chlorantraniliprol
Chlorantraniliprol ist ein synthetisches Insektizid aus der Wirkstoffgruppe der Ryanodin-Rezeptor-Modulatoren.
Es wurde von der Firma DuPont Crop Protection im Jahr 2007 eingeführt.

## Wirkungsweise
Chlorantraniliprol ist in der Wirkungsweise mit anderen Ryanodin-Rezeptor-Modulatoren wie Flubendiamid oder dem strukturverwandten Cyantraniliprol vergleichbar. Es interagiert mit den Ryanodin-Rezeptoren, welche als Calciumkanäle den Ca2+-Transport in Muskelzellen steuern. Durch Chlorantraniliprol wird der Rezeptor aktiviert, wodurch Calcium-Ionen in der Zelle freigesetzt werden. Dies führt zu Kontrollverlust der Muskelbewegungen, was Lähmung und Tod zur Folge hat.

## Einsatzgebiete
Chlorantraniliprol wird im Acker- und Obstanbau verwendet. Dabei findet es vor allem als Spray Anwendung. Es wirkt insbesondere gegen beißende und saugende Schädlinge wie den  Apfelwickler Kartoffelkäfer und den Bekreuzten Traubenwickler.

## Toxikologie
In Tierversuchen konnte nachgewiesen werden, dass Chlorantraniliprol eine geringe Toxizität für Menschen bzw. Säugetiere sowie für Vögel und Fische aufweist. Für Insekten und wirbellose Wasserlebewesen ist der Wirkstoff hingegen hoch toxisch. Von der Europäischen Behörde für Lebensmittelsicherheit (EFSA) wird ein ADI von 1,56 mg/kg angegeben.
Trotz der Einstufung als wenig giftig für den Menschen wurde in Indien ein Fall von Vergiftung durch Chlorantraniliprol bekannt.

## Analytik
Chlorantraniliprol kann mittels flüssig- sowie gaschromatographischer Methoden zuverlässig nachgewiesen und quantifiziert werden. Zur Identifizierung kann nach der chromatographischen Trennung ein Massenspektrometer verwendet werden.

## Zulassung
In den meisten Staaten der EU ist Chlorantraniliprol zugelassen. So auch in Deutschland, Österreich und der Schweiz, wo es zum Beispiel im Pflanzenschutzmittel Coragen Anwendung findet.

## Handelsnamen
- Coragen
- Rynaxypyr
- Altacor
- Prevathon